# Bali Memorial

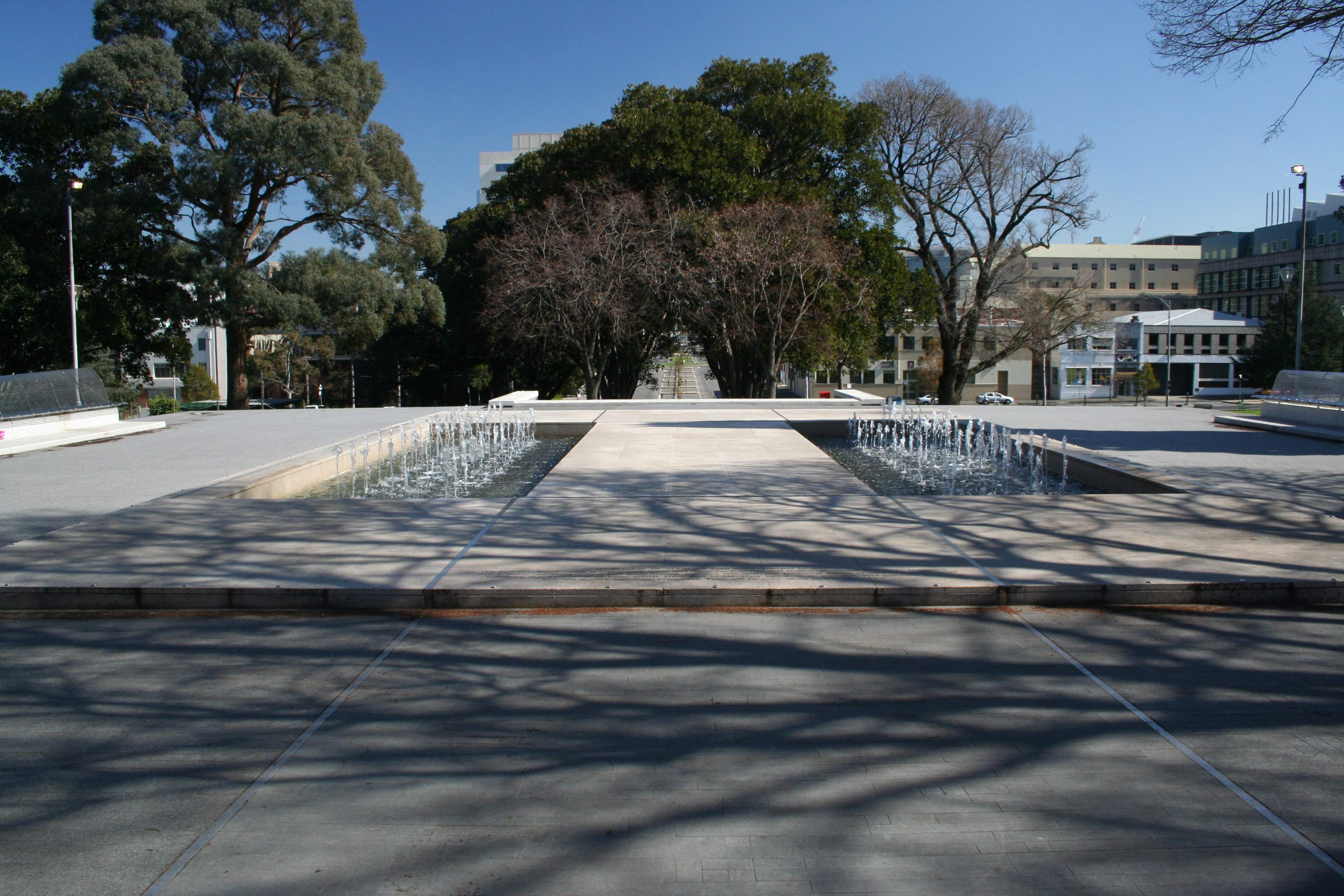
Bali Memorial.

Het Bali Memorial (ook: Victorian Bali Memorial) is een monument in Carlton, Melbourne, Australië ter nagedachtenis aan de bomaanslagen op Bali op 12 oktober 2002. Bij deze aanslagen waren 22 van de 88 Australische dodelijke slachtoffers afkomstig uit de staat Victoria. Het monument bevindt zich aan Lincoln Square, Swanston Street.
Het monument bestaat uit een granieten gedeelte met twee waterbakken met daarin 91 fonteintjes. De namen van de 22 Victoriaanse slachtoffers zijn gegraveerd rond de waterbakken. Het monument wordt 's nachts verlicht door 202 lampen, het totale aantal slachtoffers bij de aanslagen.
Het monument werd geopend op 12 oktober 2005, drie jaar na de aanslagen van 2002 en een kleine twee weken na de bomaanslagen op Bali op 1 oktober 2005 waarbij vier Australiërs om het leven kwamen. Bij de opening waren onder andere Robert Doyle (politicus), Steve Bracks (premier van Victoria) en John So (burgemeester van Melbourne) aanwezig.
Bij de bomaanslagen kwamen voornamelijk Australiërs om het leven. Naast in Melbourne bevinden zich ook monumenten in andere Australische steden, namelijk Sydney, Perth en Canberra.